# Stéphane Bullion
Pour les articles homonymes, voir Bullion (homonymie).
Scènes principales
Opéra national de Paris
Stéphane Bullion, né en 1980, est un danseur français. Il a été étoile du ballet de l'Opéra national de Paris.Il est maintenant professeur à l’École de Danse de l’Opera national de Paris

## Les débuts
Stéphane Bullion commence la danse à Givors en 1991, à l'âge de 11 ans.

## École de danse
Il intègre l'école de danse de l'Opéra national de Paris en 1994 en troisième division. 
Stéphane Bullion danse le Chevalier et la demoiselle de Serge Lifar ainsi que Western Symphony de George Balanchine au spectacle de l’école de danse avant d’entrer dans le corps de ballet en 1997.

## Dans le ballet de l'Opéra de Paris
Coryphée en 2001 avec une Variation de Rothbart du Lac des Cygnes, version Rudolf Noureev (imposé : Variation d'Albrecht, acte 2 de Giselle de Jean Coralli et Jules Perrot), il passe Sujet en 2002 avec la Variation de Frollo, acte 1 de Notre-Dame de Paris de Roland Petit (imposé : Variation de Basilio, acte 1 de Don Quichotte de Rudolf Noureev) puis Premier danseur en 2007 avec une Variation du Fantôme de l'Opéra de Roland Petit (imposé : Variation de Solor, acte 3 de La Bayadère de Rudolf Noureev). Depuis 2007, il aborde tous les grands rôles du répertoire, classique ou contemporain.
Stéphane Bullion participe également aux activités artistiques des groupes de danseurs de l’Opéra national de Paris organisées par Bruno Bouché, Incidence chorégraphique et Samuel Murez Troisième étage. Il a dansé notamment dans diverses chorégraphies de Nicolas Paul, Akathisie, Gesualdo, Deux prisonniers, deux tortionnaires et Quatre figures dans une pièce, d’Uwe Scholz Suite, de Luca Veggetti "O", de Raul Zeummes (Samuel Murez) Quatre et Troisième partie du triptyque Quatre en trois parties. 
À l’Opéra de Paris dans le cadre des créations chorégraphiques des danseurs du ballet, il a également dansé dans Abel était… (2003) et Chemin de traverse (2006) de Mallory Gaudion et Épiphénomènes de Samuel Murez (2006).
Reconnu pour ses qualités de partenariat, Stéphane Bullion est souvent choisi pour mettre en valeur les ballerines invitées par la compagnie. Il danse ainsi Solor dans La Bayadère avec Svetlana Zakharova du Théâtre Bolchoï en 2012, Rothbart dans Le Lac des cygnes avec Ouliana Lopatkina du Mariinsky en 2011, Abderam dans Raymonda avec Maria Alexandrova du Théâtre Bolchoï en 2008. Il a également dansé Rothbart dans le pas de trois du Lac des cygnes avec Svetlana Zakharova dans le gala Soirée russe en décembre 2009.

## Danseur étoile
Stéphane Bullion est nommé étoile, le 2 juin 2010, à l'issue d'une représentation de La Bayadère ayant interprété le rôle de Solor aux côtés de Delphine Moussin et Stéphanie Romberg. Le 4 juin 2022, alors âgé de 42 ans (âge de départ à la retraite pour les danseurs étoiles), il fait ses adieux à la scène.

## Hors Opéra de Paris
Sur les scènes internationales, Stéphane Bullion a dansé notamment  Ivan dans Ivan le Terrible de Iouri Grigorovitch à l'invitation du chorégraphe, sur la scène du Théâtre Mariinsky à Saint-Pétersbourg avec le ballet du Kremlin en 2005 pour le 30e anniversaire de la création du ballet. En Russie également, à l'Opéra de Iekaterinbourg, il se produit dans le rôle de Conrad dans Le Corsaire recréé par Jean-Guillaume Bart avec le ballet du Théâtre d'Opéra et de ballet académique d'état de Iekaterinbourg

Étoile régulièrement invitée du Teatro dell'Opera di Roma, il danse In the night de Jerome Robbins en 2013, Le Parc  en mai 2016 pour l'entrée au répertoire de la compagnie du ballet d'Angelin Preljocaj et en 2017, il est le Jeune homme dans Le Jeune Homme et la Mort dans le cadre des Soirées Roland Petit. En 2016, il participe également aux tournées de la compagnie romaine avec déjà Le Jeune Homme et la Mort de Roland Petit. 
 
En 2016, il honore également la mémoire de Roland Petit avec l'invitation de l'Opéra de Palerme au Teatro Massimo Vittorio Emanuele en dansant Le Jeune Homme et la Mort aux côtés d'Eleonora Abbagnato, danseuse d'origine palermitaine, étoile du Ballet de l'Opéra national de Paris.
 
Au Wiener Staatsoper en 2015, il danse Siegfried dans Le Lac des cygnes de Rudolf Noureev  aux côtés de Marianela Núñez du Royal Ballet de Londres avec le ballet de l'Opéra de Vienne.

En France, c'est avec le ballet de l'Opéra de Lyon qu'il danse Don José dans Carmen de Roland Petit aux côtés de Polina Semionova de l'American Ballet Theatre et du Staatsballett de Berlin en novembre 2015.

## Autres activités artistiques
Stéphane Bullion participe à des projets photoïques et filmiques ayant trait à la danse. 
En 2007, il est un des danseurs choisis par la photographe plasticienne finlandaise Elina Brotherus pour traiter la danse dans sa série  Études d’après modèles. La photographe met en scène des danseurs illustrant des poses des ballets classiques dans un univers différent du ballet, évoquant l’esquisse et l'intimité. Stéphane Bullion y apparait en faune évoquant ainsi un des premiers rôles titres qui lui avaient été confiés tiré de L’Après-midi d’un faune de Vaslav Nijinski. 
En 2010, Stéphane Bullion s’associe à Anne Deniau, photographe de mode et de danse, pour une recherche sur le mouvement et la temporalité des émotions dans un projet intitulé 24 Heures dans la Vie d'un Homme. Il s’agit d’une série de clichés saisissant heure par heure les émotions d’un homme dansant sur une plage. Stéphane Bullion en est l’unique danseur. Livre et film sont tournés en temps réel. 
Le livre sort fin 2011. Il est suivi d’une exposition d’une sélection de tirages, à la Galerie de l’Opéra Garnier et au Palais du Tau à Reims, du 7 février au 21 juin 2012. 
Le livre est accompagné d’un film sur des musiques de Michael Nyman qui fait partie intégrante du projet 24 Heures dans la Vie d'un Homme puisqu’il illustre les entre-deux des clichés photographiques. La Première du film a lieu le 5 avril 2012 au Studio Bastille de l'Opéra Bastille, lors d'une soirée organisée par l'Association pour le rayonnement de l'Opéra national de Paris (AROP).

## Répertoire
À l’Opéra de Paris :
- George Balanchine :  Agon - pas de deux,  Brahms-Schönberg Quartet - Intermezzo (rôle tenu lors de l’entrée au répertoire le 2 juillet 2016), Concerto Barocco, Jewels (Joyaux) - Émeraudes, les Quatre tempéraments - Sanguin et troisième thème,  Le Songe d'une nuit d'été (A Midsummer Night's Dream) - Le cavalier de Titania  (rôle tenu lors de l'entrée au répertoire le 9 mars 2017), Symphonie en ut, La Valse- rôle principal, Violin Concerto - Aria I
- Pina Bausch : Orphée et Eurydice - Orphée, Le Sacre du printemps
- Patrice Bart : La Petite danseuse de Degas - L’Homme en noir
- Maurice Béjart : L'Oiseau de feu - L'Oiseau Phénix; Le Mandarin merveilleux - Le Chef des truands ; Le Boléro - demi soliste
- Kader Belarbi : Wuthering Heights - Hindley
- Rafael Bonachela : AB [Intra] pas de deux (rôle tenu lors de l’entrée au répertoire le 20 septembre 2019)
- Carolyn Carlson : Signes
- Dimitri Chamblas et Boris Charmatz : À bras-le-corps (rôle tenu lors de l’entrée au répertoire le 16 mars 2017)
- Sidi Larbi Cherkaoui, Edouard Lock et Arthur Pita : Casse-Noisette du diptyque Iolanta/Casse-Noisette mis en scène par Dmitri Tcherniakov - Vaudémont/Le Prince (rôle tenu lors de la création le 11 mars 2016)
- Jean Coralli et Jules Perrot : Giselle - Albrecht
- John Cranko : Onéguine - rôle titre
- Birgit Cullberg : Mademoiselle Julie - Jean
- Nacho Duato : White Darkness
- Mats Ek : Another Place - Pas de deux (rôle tenu lors de la création le 22 juin 2019 ; Appartement - Grand pas de deux (La porte) ; La Maison de Bernarda - L'Homme (rôle tenu lors de l’entrée au répertoire le 26 avril 2008)
- Alexander Ekman : Play (rôle tenu lors de la création le 6 décembre 2017)
- Marco Goecke : Dogs Sleep (rôle tenu lors de la création le 5 février 2019)
- Iouri Grigorovitch : Ivan le Terrible - Ivan
- Anne Teresa De Keersmaeker : Die Grosse Fuge (rôle tenu lors de l’entrée au répertoire le 22 octobre 2015); Verklärte Nacht (rôle tenu lors de l’entrée au répertoire le 22 octobre 2015)
- Jiří Kylián :  Doux Mensonges ; Kaguyahime - Le Mikado (rôle tenu lors de l’entrée au répertoire le 11 juin 2010); Un prétendant (villageois) ; Symphonie de psaumes (rôle tenu lors de l’entrée au répertoire le 26 novembre 2016)
- Pierre Lacotte : Paquita - Lucien d'Hervilly et Iñigo ; Le Rouge et le noir - Monsieur de Rênal (rôle tenu lors de l’entrée au répertoire le 16 octobre 2021)
- Sol León et Paul Lightfoot : Sleight of hand (rôle tenu lors de l’entrée au répertoire le 18 avril 2019)
- Nicolas Le Riche : Caligula - rôle-titre et Mnester
- Serge Lifar : Les Mirages - Le Marchand, Suite en blanc - Thème varié et l'Adage, Phèdre - Thésée
- Édouard Lock : AndréAuria (rôle tenu lors de la création le 15 novembre 2002)
- Michel Fokine : Petrouchka - Le Maure
- Kenneth MacMillan : L'Histoire de Manon - Lescaut ;  Mayerling - Rodolphe
- José Carlos Martinez : Les Enfants du Paradis - Baptiste
- Vaslav Nijinski : L'Après-midi d'un Faune - Le Faune
- John Neumeier : La Dame aux camélias- Armand Duval ; La Troisième Symphonie de Gustav Mahler - l'âme (rôle tenu lors de l’entrée au répertoire le 13 mars 2009)
- Rudolf Noureev : La Bayadère - Solor ; Cendrillon - l'Acteur-vedette (Le prince); Don Quichotte - Espada ; Le Lac des cygnes - Siegfried et Rothbart ; La Belle au bois dormant - pas de cinq des Pierres précieuses ; Raymonda - Jean de Brienne et Abderam ; Roméo et Juliette - Benvolio, Pâris et Tybalt
- Nicolas Paul : Répliques (rôle principal tenu lors de la création le 7 novembre 2009): Sept mètres et demi au-dessus des montagnes (rôle tenu lors de la création le 13 juin 2017)
- Iván Pérez : The Male Dancer (rôle tenu lors de la création le 19 mai 2018)
- Roland Petit : L'Arlésienne- Frederi ; Proust ou les intermittences du cœur - Morel (rôle tenu lors de l'entrée au répertoire le 1er mars 2007) ; Le Loup - Le loup ; Le Jeune Homme et la Mort - Le jeune homme ; Carmen - Don José : Notre-Dame de Paris- Quasimodo
- Angelin Preljocaj : Le Parc, Le Songe de Médée - Jason, MC 14/22 "ceci est mon corps" (rôle tenu lors de l'entrée au répertoire le 5 novembre 2004), Siddharta - rôle-titre et Ananda (rôle tenu lors de la création le 18 mars 2010)
- Alexeï Ratmansky : Psyché - Eros (rôle tenu lors de la création le 22 septembre 2011)
- Jerome Robbins : Afternoon of a faun, Fancy Free - 3e marin (rôle tenu lors de l'entrée au répertoire le 29 octobre 2018), Glass Pieces - pas de deux, In The Night - 2e et 3e pas de deux
- Christopher Wheeldon : Polyphonia (rôle tenu lors de l'entrée au répertoire le 3 décembre 2015)

Hors Opéra de Paris :
- Jean-Guillaume Bart : Le Corsaire - Conrad (2007) création pour le ballet du Théâtre d'Opéra et de ballet académique d'état de Iekaterinbourg  (Russie)

## Filmographie
Documentaires
- Serge Lifar Musagète de Dominique Delouche, 2005
- Serge Peretti : Le Dernier Italien de Dominique Delouche, 1997 (DVD Étoiles pour l'exemple no 3)
- La Danse, le ballet de l'Opéra de Paris de Frederick Wiseman, 2009
- Agnès Letestu : L'Apogée d'une étoile de Marlène Ionesco, 2013 (Delange Productions)

Films
- Aurore de Nils Tavernier - 1 danseur (chorégraphie de Kader Belarbi), 2006
- 24 hours in a man's life d'Anne Deniau, 2012

Ballet de l'Opéra de Paris
- Hommage à Boris Kochno : Les Sept péchés capitaux  de Laura Scozzi - La star de la chanson (Réalisation Pierre Cavassilas, 2001)
- MC14/22 "Ceci est mon corps" d'Angelin Preljocaj (Réalisation Denis Caiozzi, Opus Arte, 2004)
- Proust ou les intermittences du cœur de Roland Petit - Morel (Réalisation Vincent Bataillon, Bel Air Classiques, 2007)
- La Dame aux camélias de John Neumeier - Armand Duval (Réalisation Thomas Grimm, Opus Arte, 2008)
- Hommage à Jerome Robbins de Jerome Robbins - "In The Night", deuxième pas de deux avec Agnès Letestu (Réalisation Vincent Bataillon, Bel Air Classiques, 2008)
- Siddharta d'Angelin Preljocaj - Ananda (Réalisation Denis Caiozzi, Arthaus, 2010)
- Caligula de Nicolas Le Riche - Caligula (Réalisation Philippe Béziat, Idéale Audience, 2011)
- La Troisième Symphonie de Gustav Mahler de John Neumeier - l'âme (Réalisation Thomas Grimm, 2013)
- Soirée exceptionnelle Nicolas Le Riche à l'Opéra de Paris - Abderam Raymonda de Rudolf Noureev (Réalisation François Roussillon, 2014)
- L'Histoire de Manon de Kenneth MacMillan - Lescaut (Réalisation Cédric Klapisch et Miguel Octave, Bel Air Classiques, 2015)
- Anne Teresa De Keersmaeker à l'Opéra de Paris - Die Grosse Fuge et Verklärte Nacht (Réalisation Louise Narboni, Idéale Audience, 2015)
- Iolanta/Casse-Noisette mis en scène par Dmitri Tcherniakov - Vaudémont/Le Prince dans Casse-Noisette chorégraphie Sidi Larbi Cherkaoui, Edouard Lock et Arthur Pita (Réalisation Andy Sommer, Bel Air Media, 2016)
- Le Songe d'une nuit d'été (A Midsummer Night's Dream) de George Balanchine - Le cavalier de Titania (Réalisation Vincent Bataillon, Telmondis, 2017)
- Play d'Alexander Ekman (Réalisation Tommy Pascal, Bel Air Media, 2017)
- Thierrée/Shechter/Pérez/Pite - The Male Dancer d'Iván Pérez (Réalisation Cédric Klapisch et Miguel Octave,  Bel Air Media, 2018)
- Hommage à Jerome Robbins - Fancy Free - 3e marin (Réalisation Vincent Bataillon, Telmondis, 2018)
- Gala inaugural des 350 ans de l'Opéra de Paris - Mise en scène Vincent Huguet : Introduction, Carmen de Roland Petit : Pas de deux de la chambre avec Eleonora Abbagnato ; La Dame aux Camélias de John Neumeier : Pas de deux de l'Acte III avec Eleonora Abbagnato (Réalisation François-René Martin, Bel Air Media, 2018)
- Gala d'ouverture de la saison de danse - "In The Night" de Jerome Robbins, troisième pas de deux avec Alice Renavand (Réalisation Jean-Luc Antoine et Floris Bernard, Opéra National de Paris, 2021)
- Notre-Dame de Paris de Roland Petit - Quasimodo (Réalisation François-René Martin, Telmondis et Opéra National de Paris, 2021)
- Roméo et Juliette de Rudolf Noureev - Tybalt (Réalisation Nathan Benisty, La Belle Télé et Opéra National de Paris, 2021)
- Le Rouge et le noir de Pierre Lacotte - Monsieur de Rênal (Réalisation Vincent Bataillon, Telmondis et Opéra National de Paris, 2021)

## Récompenses
- 2004 : Prix de l'AROP

## Distinctions
- 2010 : Chevalier des Arts et des Lettres